# Victor Amaya
Victor Amaya (Denver, 2 de julho de 1954) é um ex-tenista profissional estadunidense.

## Simples (3 títulos)
| Posição | N. | Data | Campeonato                                    | Piso    | Oponente        | Placar        |
| ------- | -- | ---- | --------------------------------------------- | ------- | --------------- | ------------- |
| Campeão | 1. | 1977 | Brisbane International, Austrália             | Grama   | Brian Teacher   | 6–1, 6–4      |
| Vice    | 1. | 1978 | New Orleans Grand Prix, EUA                   | Carpete | Roscoe Tanner   | 3–6, 5–7      |
| Vice    | 2. | 1979 | Denver Open, EUA                              | Carpete | Wojtek Fibak    | 4–6, 1–6      |
| Campeão | 2. | 1979 | Surrey Grass Court Championships, Reino Unido | Grama   | Mark Edmondson  | 6–4, 7–5      |
| Vice    | 3. | 1980 | Denver Open                                   | Carpete | Gene Mayer      | 2–6, 2–6      |
| Campeão | 3. | 1980 | Washington Indoor, EUA                        | Carpete | Ivan Lendl      | 6–7, 6–4, 7–5 |
| Vice    | 4. | 1980 | ATP de Johannesburg, África do Sul            | Duro    | Heinz Günthardt | 4–6, 4–6      |
| Vice    | 5. | 1980 | Grand Prix Cleveland, EUA                     | Duro    | Gene Mayer      | 2–6, 1–6      |

## Duplas (6 títulos)
| Posição | N. | Data | Torneio                             | Piso    | Parceiro      | Oponentes                      | Placar                  |
| ------- | -- | ---- | ----------------------------------- | ------- | ------------- | ------------------------------ | ----------------------- |
| Vice    | 1. | 1978 | Louisville Tennis Classic, EUA      | Saibro  | John James    | Wojtek Fibak Víctor Pecci      | 4–6, 7–6, 4–6           |
| Vice    | 2. | 1979 | Lafayette, EUA                      | Saibro  | Eric Friedler | Marty Riessen Sherwood Stewart | 4–6, 4–6                |
| Campeão | 1. | 1980 | Aberto da França, Paris             | Saibro  | Hank Pfister  | Brian Gottfried Raúl Ramírez   | 1–6, 6–4, 6–4, 6–3      |
| Vice    | 3. | 1980 | Seiko Super Tennis, EUA             | Duro    | Hank Pfister  | Peter Fleming John McEnroe     | 6–7, 7–6, 2–6           |
| Campeão | 2. | 1980 | Tokyo Indoor, Japão                 | Carpete | Hank Pfister  | Marty Riessen Sherwood Stewart | 6–3, 3–6, 7–6           |
| Vice    | 4. | 1981 | WCT World Doubles, Londres          | Carpete | Hank Pfister  | Peter McNamara Paul McNamee    | 3–6, 6–2, 6–3, 3–6, 2–6 |
| Campeão | 3. | 1981 | Tokyo Indoor, Japão                 | Carpete | Hank Pfister  | Heinz Günthardt Balázs Taróczy | 6–4, 6–2                |
| Campeão | 4. | 1982 | ATP de Monterrey, México            | Carpete | Hank Pfister  | Tracy Delatte Mel Purcell      | 6–3, 6–7, 6–3           |
| Vice    | 5. | 1982 | Queen's Club Championships, Londres | Grama   | Hank Pfister  | John McEnroe Peter Rennert     | 6–7, 5–7                |
| Vice    | 6. | 1982 | Columbus Open, EUA                  | Carpete | Hank Pfister  | Tim Gullikson Bernard Mitton   | 6–4, 1–6, 4–6           |
| Campeão | 5. | 1982 | Grand Prix Cleveland, EUA           | Duro    | Hank Pfister  | Matt Mitchell Craig Wittus     | 6–4, 7–6                |
| Vice    | 7. | 1982 | U.S. Open, Nova York                | Duro    | Hank Pfister  | Kevin Curren Steve Denton      | 2–6, 7–6, 7–5, 2–6, 4–6 |
| Campeão | 6. | 1983 | Cincinnati Masters, EUA             | Duro    | Tim Gullikson | Carlos Kirmayr Cássio Motta    | 6–4, 6–3                |